# 利辛西站
利辛西站是一个濉阜线上的铁路车站，位于中华人民共和国安徽省亳州市利辛县西潘楼镇，建于1971年，目前为三等站。该站原名西潘楼站，原为利辛县主要的客货运车站，客运业务于2004年停运。当地政府随后和铁路部门协商车站扩建、复办客运、更名等事宜；货运办理整车货运到发，主要到发品为粮食及化肥。
车站2024年5月22日更名为利辛西站，并启用新站房、恢复办理客运业务。利辛西站新站房建筑面积2820平方米，候车室面积1010平方米，外立形似汉字“门”。